# Groninger Motorrijtuigen Fabriek

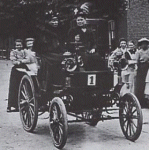
De auto met het eerste kenteken van Nederland

De Groninger Motorrijtuigen Fabriek was een Nederlands automerk.
In 1898 begon J. van Dam junior met de fabricage van een auto, nadat de aflevering van een Lutzmann geen doorgang kreeg. Lutzmann was namelijk overgenomen door Opel, die overigens op dat moment zelf nog geen auto's maakten. Van Dam kan worden gezien als een pionier in Nederland: zijn auto's (verkocht aan hem en zijn broer) hadden de kentekenplaten "1" en "2". Ook bij de NAC (tegenwoordig KNAC) stonden de broers vooraan.
Op de RI (toen heette het nog geen RAI) werden een watergekoeld vierpersoonsrijtuig en een zogenaamde dos-à-dos met luchtgekoelde motor gepresenteerd. Dit was de eerste auto waarvan chassis en motor in Nederland gefabriceerd werden.
Uiteindelijk ging de Groninger Motorrijtuigen Fabriek failliet, doordat er onenigheid was over de levering van twee omnibussen aan de H.A.M. (Hollandsche Automobiel Maatschappij). Op 1 juni 1900 werd het faillissement uitgesproken.
Van Dam heeft nog een tijd door geëxperimenteerd, maar er werd niets meer geproduceerd of verkocht.
Akkermans · 
Altena · 
Anderheggen · 
Antilope · 
Arnhemsche Machinefabriek  · 
Ataf-Porata · 
Autolette · 
Bambino · 
Belcar · 
Bermuda Buggy · 
BGF · 
Boro · 
Bij 't Vuur · 
Carver · 
Citeria · 
CoTuRa · 
DAF · 
Entrop · 
EWB · 
Eysink · 
Gatso · 
Gazelle ·
Gelria ·
Groninger Motorrijtuigen Fabriek · 
Gruno · 
H.A.M. · Havas · 
Hinde ·
Konings · 
Max · 
Neerlandia · 
Netam ·
Omnia · 
Rizovari · 
Ruiter ·
Ruska · 
Simplex ·
Spyker ·
Story ·
V.L.A.M.